# Surrender (chanson de Cheap Trick)
Singles de Cheap Trick
So Good to See You
(1978) California Man
(1978)
Surrender est une chanson du groupe de rock américain Cheap Trick extraite de leur troisième album studio, sorti en avril 1978 et intitulé Heaven Tonight .
Publiée en single sous le label Epic Records en mai 1978, elle a atteint la 62e place du Hot 100 du magazine musical américain Billboard, passant en tout 8 semaines dans le chart.
En 2004, Rolling Stone a classé cette chanson, dans la version originale de Cheap Trick, 465e sur sa liste des « 500 plus grandes chansons de tous les temps ». (En 2010, le magazine rock américain a mis à jour sa liste, maintenant la chanson est 471e.)

## Composition
La chanson a été écrite par Rick Nielsen. L'enregistrement de Cheap Trick a été produit par Tom Werman.

## Dans la culture populaire
La chanson, remixée par Rich Costey, est présente dans le film Small Soldiers (1998) de Joe Dante.
La chanson peut être entendu dans le générique de Pixels (2015) de Chris Columbus.
Dans le générique de fin des Gardiens de la Galaxie Vol.2 (2017) de James Gun, la chanson se fait entendre.